# Kostomlátky
Kostomlátky település Csehországban, a Nymburki járásban. Kostomlátky Hradištko, Sadská, Písty, Kostomlaty nad Labem, Nymburk és Kamenné Zboží településekkel határos. Lakosainak száma 320 fő (2024. január 1.).

## Népesség
A település lakosságának változását az alábbi diagram mutatja:
| Lakosok száma | 519  | 548  | 561  | 383  | 339  | 227  | 296  | 313  | 313  | 320  |
|               | 1869 | 1890 | 1921 | 1950 | 1980 | 2001 | 2017 | 2019 | 2022 | 2024 |